# Gualdo Cattaneo
Gualdo Cattaneo település Olaszországban, Umbria régióban, Perugia megyében. Lakosainak száma 5609 fő (2023. január 1.). Gualdo Cattaneo Bevagna, Cannara, Collazzone, Massa Martana, Todi, Bettona, Giano dell'Umbria és Montefalco községekkel határos.

## Népesség
A település lakossága az elmúlt években az alábbi módon változott:
| Lakosok száma | 6163 | 5965 | 5609 |
|               | 2015 | 2018 | 2023 |